# Никола Пантушев
Никола (Кольо) Иванов Пантушев Мутафчиев-Баницалията е български революционер, деец на Вътрешната македоно-одринска революционна организация.

## Биография
Пантушев е роден в 1880 година в серското село Баница. Присъединява се към ВМОРО и става нелегален четник при войводата Георги Радев. С четата на Радев участва в Битката при Баница на 4 май 1903 година, в която загива водачът на ВМОРО Гоце Делчев. По-късно в 1905 година е в четата на Таската Серски и с нея участва в четиричасовото сражение в местността Стъпката край село Ореховец, Сярско.
В 1906 година заедно с войводата Михаил Чаков изравят костите на Делчев от старите гробища на Баница и Пантушев като клисар на църквата „Свети Димитър“ ги скрива и ги пази под олтара. След като Баница остава в Гърция след Междусъюзническата война, в 1913 година се преселва в ксантийското село Коюнкьой, което остава в България. В началото на 1918 година, когато районът на Баница е окупиран от Българската армия по време на Първата световна война, отива в Баница, прибира костите на Делчев и ги предава на Чаков в Ксанти, а след това в София.
На 9 март 1943 година, като жител на Неврокоп, подава молба за българска народна пенсия, която е одобрена и пенсията е отпусната от Министерския съвет на Царство България.
Живее в Горна Джумая като градинар.
Умира в Белово в 1985 година.